# Diaoguan (köpinghuvudort i Kina, Hubei Sheng, lat 29,69, long 112,63)
Diaoguan (kinesiska: 调关, 调关镇) är en köpinghuvudort i Kina. Den ligger i provinsen Hubei, i den centrala delen av landet, omkring 190 kilometer sydväst om provinshuvudstaden Wuhan. Antalet invånare är 38 901. Befolkningen består av 19 280 kvinnor och 19 621 män. Barn under 15 år utgör 13,0 %, vuxna 15-64 år 77 %, och äldre över 65 år 9,0 %.
Runt Diaoguan är det tätbefolkat, med 459 invånare per kvadratkilometer. Närmaste större samhälle är Dongsheng, 10,4 km väster om Diaoguan. Trakten runt Diaoguan består till största delen av jordbruksmark.
Genomsnittlig årsnederbörd är 1 609 millimeter. Den regnigaste månaden är april, med i genomsnitt 233 mm nederbörd, och den torraste är december, med 33 mm nederbörd.